# تپه دو چقا۱
تپه دو چقا۱ در شهرستان هرسین، ۴۰۰ متری ضلع شرقی رودخانه گاماسیاب واقع شده و این اثر در تاریخ ۵ تیر ۱۳۸۴ با شمارهٔ ثبت ۱۱۹۱۲ به‌عنوان یکی از آثار ملی ایران به ثبت رسیده است.